# Rælingen
Rælingen ist eine Kommune in der Landschaft Romerike im norwegischen Fylke Akershus mit 20.509 Einwohnern (Stand 1. Januar 2025). Der Sitz der Verwaltung ist in Fjerdingby. Die Gemeinde entstand 1929 durch eine Ausgliederung aus der Gemeinde Fet und erhielt ihren Namen vom Hof Rælingen, in dessen Nähe sich auch die Kirche von 1828 befindet.

## Lage
Rælingen liegt südöstlich von Oslo. Der dicht besiedelte Nordteil der Gemeinde grenzt an Strømmen in der Gemeinde Lillestrøm und wird bereits zum Siedlungsgebiet von Oslo gezählt. Im Westen grenzt Rælingen an Lørenskog, im Süden an Enebakk. Im Osten wird die Gemeinde durch den See Øyeren begrenzt. Der in Rælingen liegende Teil des Øyeren ist Teil des Nordre Øyeren Naturreservat. Der Westteil der Gemeinde ist weitgehend unbewohntes Wald- und Moorgebiet und gehört zur Østmarka. Die höchste Erhebung der Østmarka, der Barlindåsen mit 398 Metern ist gleichzeitig auch die höchste Erhebung Rælingens.

### Einwohner
Der Nordteil der Gemeinde ist dicht besiedelt und besteht aus einer Reihe von ineinandergewachsenen Ortschaften, von denen die größten Strøm, Åmot und das Verwaltungszentrum Fjerdingby sind. Die übrige Bevölkerung lebt in den durch den Fylkesvei 120 verbundenen Ortschaften (tettsteder) Smestad (2.348 Einwohner) und Fjellstad (952 Einwohner). Wie die meisten Gemeinden um den Stadtrand von Oslo, hat auch Rælingen in den letzten Jahrzehnten ein starkes Bevölkerungswachstum erlebt. Die Bevölkerungszahlen stiegen von 3.464 im Jahr 1955 auf 12.187 im Jahr 1980 und 18.530 im Jahr 2020. Allerdings ist das Wachstum damit geringer als in vielen Nachbargemeinden.

## Geschichte
Die Gemeinde entstand 1929 als das Gebiet von der Kommune Fet abgespalten wurde.

## Name und Wappen
Der Name Rælingen wird seit dem frühen 14. Jahrhundert verwendet und geht vermutlich auf das altnordische rá zurück, welches so viel wie abgelegen bedeutet.
Das Wappen von Rælingen besteht aus einer gelben Heugabel auf grünem Grund als Anspielung auf die landwirtschaftlichen Traditionen der Gemeinde und symbolisiert die drei Flüsse Nitelva, Leira und Glomma, die in Rælingen in den Øyeren münden.

## Wirtschaft
Rælingen gilt als die größte Pendlergemeinde Norwegens. Mehr als 85 % der Arbeitnehmer pendelten 2019 aus der Gemeinde, hauptsächlich nach Lillestrøm und Oslo. Die meisten Arbeitsplätze der Gemeinde finden sich im Öffentlichen Dienst, im Dienstleistungssektor und in der Landwirtschaft. Zudem gibt es einige kleinere Industriebetriebe.

### Sport
Der Sportverein Rælingen Skiklubb unterhält sein eigenes Wintersportzentrum, Marikollen Skisenter in Fjerdingby.

## Persönlichkeiten aus Rælingen
- Kåre Fuglesang (1921–2000), Geiger und Musikpädagoge
- Gunnar Konsmo (1922–1996), Eisschnellläufer
- Arnfinn Karlstad (1932–2008), Skispringer
- Marte Stokstad (* 1978), Fernsehmoderatorin
- Henrik Kristoffersen (* 1994), Alpiner Skiläufer
- Kristoffer Ajer (* 1998), Fußballspieler
- Marius Lindvik (* 1998), Skispringer